# Spiradiclis leptobotrya
Spiradiclis leptobotrya är en måreväxtart som först beskrevs av Emmanuel Drake del Castillo, och fick sitt nu gällande namn av Charles-Joseph Marie Pitard. Spiradiclis leptobotrya ingår i släktet Spiradiclis och familjen måreväxter.
Artens utbredningsområde är Vietnam. Inga underarter finns listade i Catalogue of Life.